# Alfred Dührssen
Alfred Dührssen, född 23 mars 1862, död 11 oktober 1933, var en tysk läkare.
Dührssen var 1886-93 överläkare och barnmorskelärare vid Charité i Berlin och fram till 1913 professor där. Han uppfann 1896 det vaginala kejsarsnittet.